# Ringaskiddy-Loughbeg
Ringaskiddy-Loughbeg es una localidad situada en el condado de Cork de la provincia de Munster (República de Irlanda), con una población en 2016 de 580 habitantes.
Se encuentra ubicada al suroeste del país, a poca distancia de la ciudad de Cork y de la costa del océano Atlántico.
Durante el siglo XX, Ringaskiddy pasó de ser un pueblo de pescadores a un centro de transporte y actividad industrial. En la actualidad es uno de los mayores centros de empleo del sector farmacéutico de la región.